# Harmattan

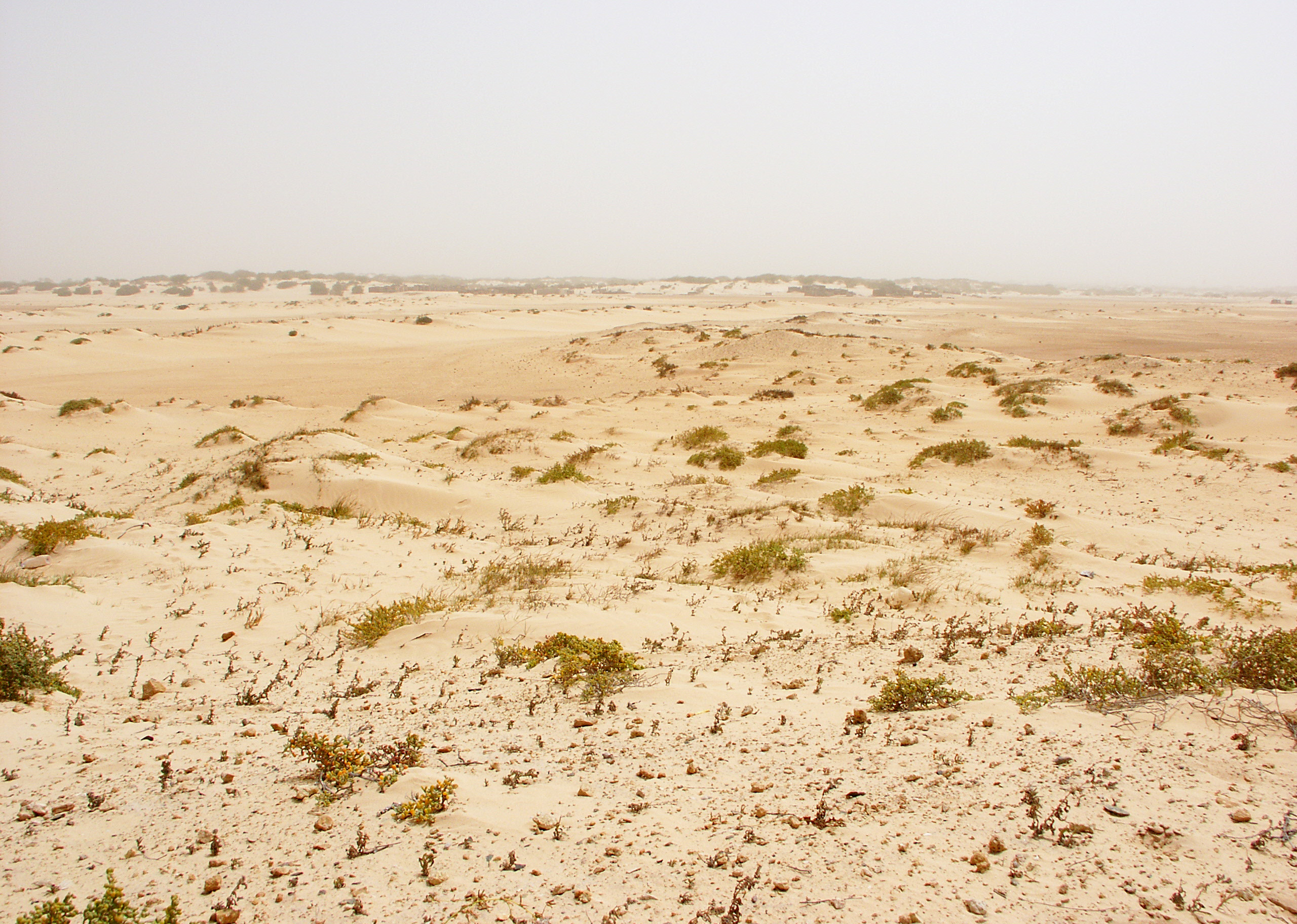
L'armattano sull'isola di Boa Vista, Capo Verde

L'harmattan (termine inglese, adattamento di una voce indigena), in italiano armattano, è un vento secco e polveroso che soffia a nordest e ovest, dal Sahara al Golfo di Guinea, tra novembre e marzo (invernale). È considerato un disastro naturale.
Passando sul deserto, raccoglie fini particelle di polvere (tra gli 0,5 e i 10 micrometri). Quando soffia forte, può spingere polvere e sabbia addirittura fino al Sudamerica. In alcuni paesi dell'Africa occidentale, il grande quantitativo di polveri nell'aria può limitare severamente la visibilità e oscurare il sole per diversi giorni, risultando paragonabile alla nebbia fitta. L'effetto delle polveri e delle sabbie rimescolate da questi venti è noto come harmattan haze (inglese per "caligine dell'armattano"), e costa ogni anno milioni alle linee aeree in voli annullati e dirottati. Nel Niger, la gente attribuisce all'harmattan la capacità di rendere uomini e animali sempre più irritabili, ma oltre a questa brutta reputazione, l'armattano può talvolta risultare fresco, portando sollievo dal calore opprimente. A motivo di ciò, l'harmattan si è guadagnato anche il soprannome de "il Dottore".